# 第71回優駿牝馬

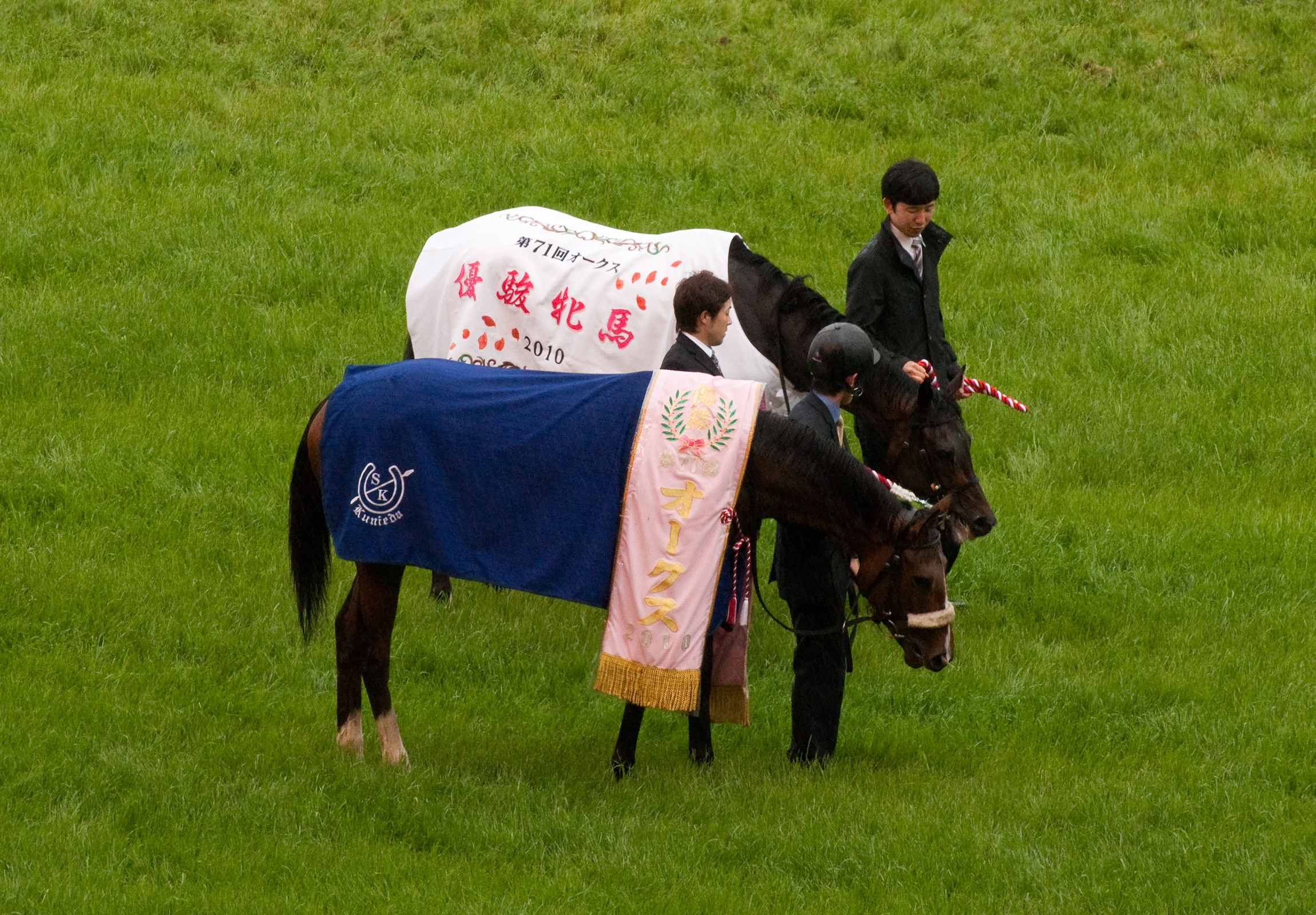
1着同着となったアパパネとサンテミリオン

第71回優駿牝馬（だい71かいゆうしゅんひんば）は、2010年5月23日に東京競馬場で行われた日本中央競馬会 (JRA) 主催のGI競走である。
JRAでは史上初となるGI・JpnI（八大競走時代を含む）競走での1着同着となったレースである。

## レース執行前の状況
1番人気となったのはこの年の桜花賞優勝馬アパパネ。同馬は母ソルティビッドが短距離馬ということもあり、2400メートルは持たないという声も多く、桜花賞より支持率を落としていた。
2番人気はショウリュウムーン。桜花賞トライアルのチューリップ賞ではアパパネを下していたが、本番の桜花賞では4着に敗れており、巻き返しが期待されていた。前日の単勝オッズではアパパネを抑え1番人気だった。
トライアルのフローラステークスを制したサンテミリオンは、オウケンサクラ、アプリコットフィズに次ぐ5番人気であった。

## 出走馬と枠順
天候：雨、芝：稍重、距離：2400m
| 枠番 | 馬番 | 競走馬名           | 性齢 | 騎手     | オッズ        | 調教師     | 馬主                           |
| ---- | ---- | ------------------ | ---- | -------- | ------------- | ---------- | ------------------------------ |
| 1    | 1    | コスモネモシン     | 牝3  | 石橋脩   | 24.3（10人）  | 清水英克   | （有）ビッグレッドファーム     |
| 1    | 2    | アグネスワルツ     | 牝3  | 柴田善臣 | 18.7（8人）   | 宮本博     | 渡辺孝男                       |
| 2    | 3    | アプリコットフィズ | 牝3  | 四位洋文 | 6.8（4人）    | 小島太     | （有）社台レースホース         |
| 2    | 4    | ショウリュウムーン | 牝3  | 内田博幸 | 5.2（2人）    | 佐々木晶三 | 上田亙                         |
| 3    | 5    | ギンザボナンザ     | 牝3  | 池添謙一 | 23.3（9人）   | 池上昌弘   | 有馬博文                       |
| 3    | 6    | オウケンサクラ     | 牝3  | 安藤勝己 | 6.6（3人）    | 音無秀孝   | 福井明                         |
| 4    | 7    | ニーマルオトメ     | 牝3  | 北村宏司 | 95.6（16人）  | 田村康仁   | 板橋秋                         |
| 4    | 8    | プリンセスメモリー | 牝3  | 勝浦正樹 | 128.5（17人） | 高橋義博   | 海谷幸司                       |
| 5    | 9    | モーニングフェイス | 牝3  | 藤岡佑介 | 36.5（12人）  | 矢作芳人   | 井高義光                       |
| 5    | 10   | タガノエリザベート | 牝3  | 川田将雅 | 86.9（15人）  | 松田博資   | 八木昌司                       |
| 6    | 11   | ブルーミングアレー | 牝3  | 松岡正海 | 51.3（14人）  | 小島茂之   | （有）社台レースホース         |
| 6    | 12   | トレノエンジェル   | 牝3  | 戸崎圭太 | 50.3（13人）  | 伊藤正徳   | 廣崎利洋                       |
| 7    | 13   | アニメイトバイオ   | 牝3  | 後藤浩輝 | 30.3（11人）  | 牧光二     | バイオ（株）                   |
| 7    | 14   | シンメイフジ       | 牝3  | 岩田康誠 | 14.9（6人）   | 安田隆行   | 織田芳一                       |
| 7    | 15   | エーシンリターンズ | 牝3  | 福永祐一 | 18.5（7人）   | 坂口正則   | （株）栄進堂                   |
| 8    | 16   | ステラリード       | 牝3  | 三浦皇成 | 181.9（18人） | 森秀行     | 広尾レース（株）               |
| 8    | 17   | アパパネ           | 牝3  | 蛯名正義 | 3.8（1人）    | 国枝栄     | 金子真人ホールディングス（株） |
| 8    | 18   | サンテミリオン     | 牝3  | 横山典弘 | 8.5（5人）    | 古賀慎明   | 吉田照哉                       |

## レース展開
ニーマルオトメがハナを奪い、アグネスワルツが2番手。離れた3番手集団の先頭はショウリュウムーン。アパパネは13番手を進んだ。
直線に入りアグネスワルツが先頭に立つと、内からアプリコットフィズが抜け出しにかかるが、外からサンテミリオン、さらにその外からアパパネが抜け出した。一旦アパパネが先頭に立ったが、もう一度サンテミリオンが差し返し、2頭はほぼ並んだままゴール板を通過した。
一方、ショウリュウムーンは17着に沈み、オウケンサクラやアプリコットフィズは伸びきれなかった。

## 入線後
入線後、アパパネの蛯名正義騎手、サンテミリオンの横山典弘騎手は共にウイニングランを行わず、検量室前に戻っていった。非常に微妙な決着のため、結果は完全に写真判定に委ねられた。このとき、最後の直線でブルーミングアレーの進路が狭くなったことに関する審議が行われたが、失格・降着馬はいなかった。
そして入線から約12分後に写真判定の結果、JRAのGI競走で史上初となる1着同着と発表された。

## レース結果

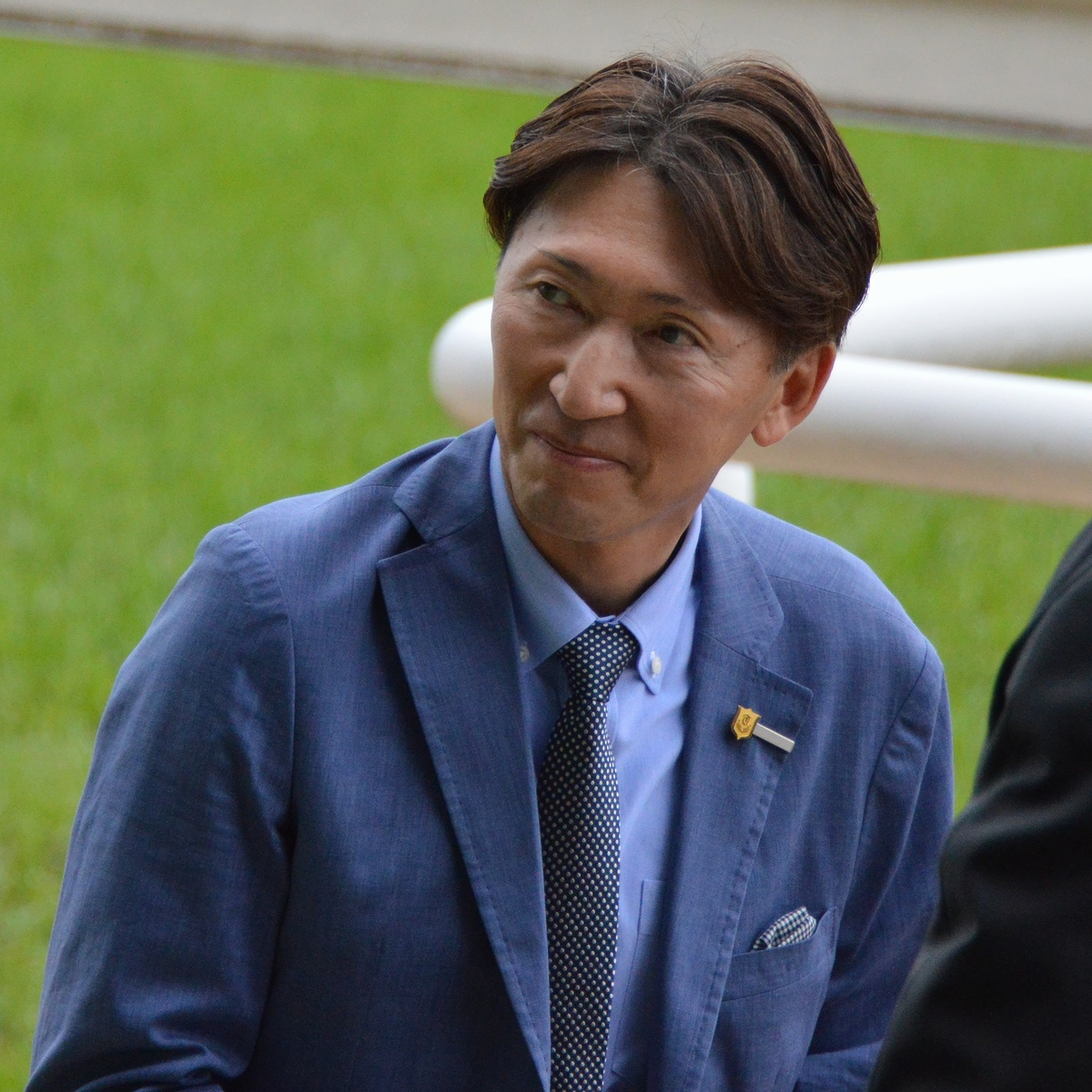
アパパネ鞍上の蛯名正義

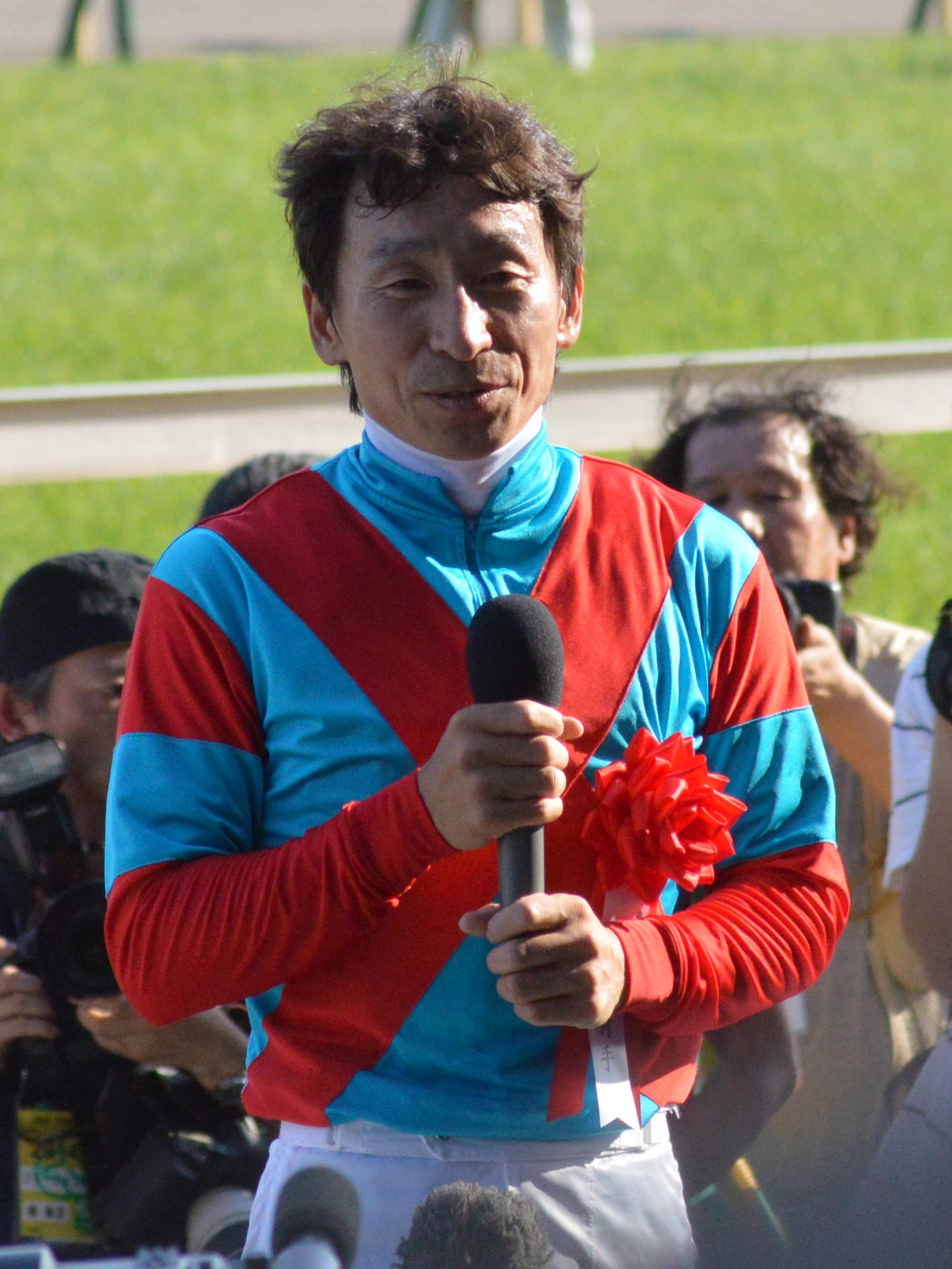
サンテミリオン鞍上の横山典弘

| 着順 | 馬番 | 競走馬名           | タイム | 着差      |
| ---- | ---- | ------------------ | ------ | --------- |
| 1    | 17   | アパパネ           | 2:29.9 | -         |
| 1    | 18   | サンテミリオン     | 2:29.9 | 同着      |
| 3    | 2    | アグネスワルツ     | 2:30.2 | 2馬身     |
| 4    | 13   | アニメイトバイオ   | 2:30.4 | 1 1/4馬身 |
| 5    | 6    | オウケンサクラ     | 2:30.4 | クビ      |
| 6    | 3    | アプリコットフィズ | 2:30.5 | 1/2馬身   |
| 7    | 11   | ブルーミングアレー | 2:30.6 | 1/2馬身   |
| 8    | 9    | モーニングフェイス | 2:31.3 | 4馬身     |
| 9    | 10   | タガノエリザベート | 2:31.7 | 2 1/2馬身 |
| 10   | 5    | ギンザボナンザ     | 2:31.9 | 1 1/2馬身 |
| 11   | 14   | シンメイフジ       | 2:32.3 | 2 1/2馬身 |
| 12   | 12   | トレノエンジェル   | 2:32.5 | 1 1/4馬身 |
| 13   | 8    | プリンセスメモリー | 2:32.5 | クビ      |
| 14   | 15   | エーシンリターンズ | 2:32.6 | 1/2馬身   |
| 15   | 1    | コスモネモシン     | 2:32.8 | 1 1/2馬身 |
| 16   | 16   | ステラリード       | 2:32.9 | クビ      |
| 17   | 4    | ショウリュウムーン | 2:33.0 | 1/2馬身   |
| 18   | 7    | ニーマルオトメ     | 2:34.6 | 10馬身    |

### 払戻金
| 単勝   | 17      | 210円（1人）     |
| 単勝   | 18      | 380円（5人）     |
| 複勝   | 17      | 180円（1人）     |
| 複勝   | 18      | 270円（4人）     |
| 複勝   | 2       | 450円（8人）     |
| 枠連   | 8-8     | 1750円（9人）    |
| 馬連   | 17-18   | 1870円（7人）    |
| ワイド | 17-18   | 900円（6人）     |
| ワイド | 2-17    | 2020円（24人）   |
| ワイド | 2-18    | 2020円（25人）   |
| 馬単   | 17-18   | 1520円（5人）    |
| 馬単   | 18-17   | 2020円（14人）   |
| 3連複  | 2-17-18 | 10180円（28人）  |
| 3連単  | 17-18-2 | 20460円（101人） |
| 3連単  | 18-17-2 | 24290円（127人） |

## 達成された記録
- 桜花賞・優駿牝馬の二冠は、ブエナビスタに続き2年連続。
- 美浦トレーニングセンター所属（関東馬）の牝馬クラシック二冠はメジロラモーヌ以来、24年ぶり。もう一方の勝馬も関東馬であった。
- フローラステークスの勝ち馬が優駿牝馬を制したのは第48回優勝馬のマックスビューティ以来、23年ぶり。
- 横山典弘は父である横山富雄も第39回の本競走（ファイブホープに騎乗）を制しており、史上初の騎手父子制覇。
- 蛯名正義は第60回（ウメノファイバーに騎乗）以来11年ぶりのオークス優勝となったが、これは保田隆芳（29年間）に次いで同レース史上2番目のブランク制覇となっている（2024年現在）

## エピソード
- 勝利騎手インタビューでは、蛯名正義と横山典弘が揃って受けた。
- 表彰式は同時に行わず、アパパネ・サンテミリオンそれぞれの関係者ごとに行われた。
- 地方競馬では、1992年の帝王賞でラシアンゴールドとナリタハヤブサが1着同着となった事例がある（ただし当時はダートグレード競走の統一格付けが行われる前）。この時、ラシアンゴールドには蛯名正義、ナリタハヤブサには横山典弘が騎乗しており、奇しくも今回の事例と同じ騎手同士の組み合わせとなった。
- 優駿牝馬は2010年より国際競走に指定されたため、この競走が国際GⅠとして最初の優駿牝馬となる

## 競走後
優勝を分け合ったアパパネとサンテミリオンは、3歳牝馬三冠最終戦となる秋華賞において再び顔を合わせた。この競走はアパパネに牝馬三冠の達成がかかっていたことに加え、同着となった優駿牝馬の完全決着を付ける舞台として注目を集めることとなった。レースではアパパネが1番人気に応えて優勝し、スティルインラブ以来となる7年ぶり3頭目の牝馬三冠を達成し、阪神ジュベナイルフィリーズからの2、3歳牝馬の芝GI4競走を史上初めて完全制覇した。一方のサンテミリオンは発走直前に外傷を負うなどのアクシデントなどもあり、終始後方のまま見せ場なく18着に大敗するという、対称的な結果となった。